# Aleixo Garcia
Aleixo Garcia (em espanhol: Alejo Garcia) (Portugal, 14?? – Paraguai, 1525) foi um explorador e conquistador português que participou na exploração do Rio da Prata em 1516 ao serviço da Coroa de Castela sob o comando de Juan Díaz de Solís e, em 1524, arregimentou um exército formado por índios (após viver 8 anos entre eles) e partiu para uma jornada em direção ao Império Inca e às suas riquezas. Faleceu nessa expedição mas tornou-se o primeiro europeu a contactar com aquela nação. 
São desconhecidos o lugar e a data do nascimento de Aleixo Garcia, embora se saiba que tenha origem portuguesa e que faleceu em terras do atual Paraguai quando retornava da sua sua expedição. 

## Expedição de Juan Díaz de Solís
Em 1515, embarcou na expedição comandada pelo espanhol Juan Díaz de Solís, que tinha como objetivo encontrar uma passagem para o Oceano Pacífico ao sul da América do Sul. A expedição ingressou do Rio da Prata e foi atacada por nativos da etnia guarani. O ataque causou a morte do comandante e de muitos integrantes da expedição. Os sobreviventes, comandados por Francisco de Torres, cunhado de Solís, decidiram retornar à Espanha. Durante o retorno, uma da caravelas naufragou em frente à Ilha de Santa Catarina. Em decorrência do naufrágio, 18 tripulantes (14 espanhóis e 4 portugueses), dentre eles Aleixo, foram deixados na Ilha de Santa Catarina, aos quais se juntou um outro português de expedições portuguesas anteriores, onde se inteiraram da existência de "grandes riquezas" no interior do continente.

## Expedição ao Império Inca
Desde que chegara nesse porto com o que restara da expedição de Juan Díaz de Solís, Aleixo Garcia passara 8 anos ali, convivendo com os nativos. Foi no local que ouviu falar da riqueza dos incas em relatos que narravam uma montanha de prata e um poderoso rei "branco". Reuniu um grupo de dois mil homens, a imensa maioria ameríndios, e partiu à conquista do Império Inca, seguindo o antigo Caminho do Peabiru. A expedição organizada por Aleixo Garcia partiu no verão de 1524 do Porto de Patos, na costa de Santa Catarina, rumo ao Alto Peru.
A expedição demorou quatro meses para chegar ao lugar onde hoje se encontra a cidade de Assunção, no Paraguai. Alimentavam-se coletando frutos silvestres e mel. Segundo a pesquisadora Rosana Bond, essa expedição teria utilizado o Caminho do Peabiru e teria feito contado com os incas.
Quando chegaram às fronteiras incas, próximas à atual cidade de Sucre, atacaram os postos fronteiriços e chegaram a menos de 150 km de Potosí que, então, era uma montanha de prata e havia gerado as histórias que Aleixo Garcia ouvira em Santa Catarina. O "rei branco" era o inca Huayna Capac, que residia em Cuzco.
Uma vez tendo saqueado a zona por onde passou, levando muito ouro e prata, retornou pelo rio Paraguai, onde a expedição foi atacada por indígenas chamados de "payaguá" pelos guaranis, e boa parte da expedição, incluindo Aleixo Garcia, foi morta, salvando-se porém um filho seu, o qual foi levado alguns anos depois para Assunção pelo adelantado (governador) Domingo Martínez de Irala.
A rota aberta por Aleixo Garcia foi posteriormente muito utilizada. Por ela passaram Martim Afonso de Sousa, que fundou a cidade de São Vicente, Álvar Núñez Cabeza de Vaca (em 1541)  e Ulrich Schmidl (em 1553). Por esses mesmos caminhos, passaram os Jesuítas, que fundaram as missões onde se cristianizavam os guaranis.
De salientar que Aleixo Garcia chegou ao Tawantinsuyo em 1524 bem antes de Pizarro que iniciou sua conquista do Peru em novembro de 1532.